# قصص مصورة

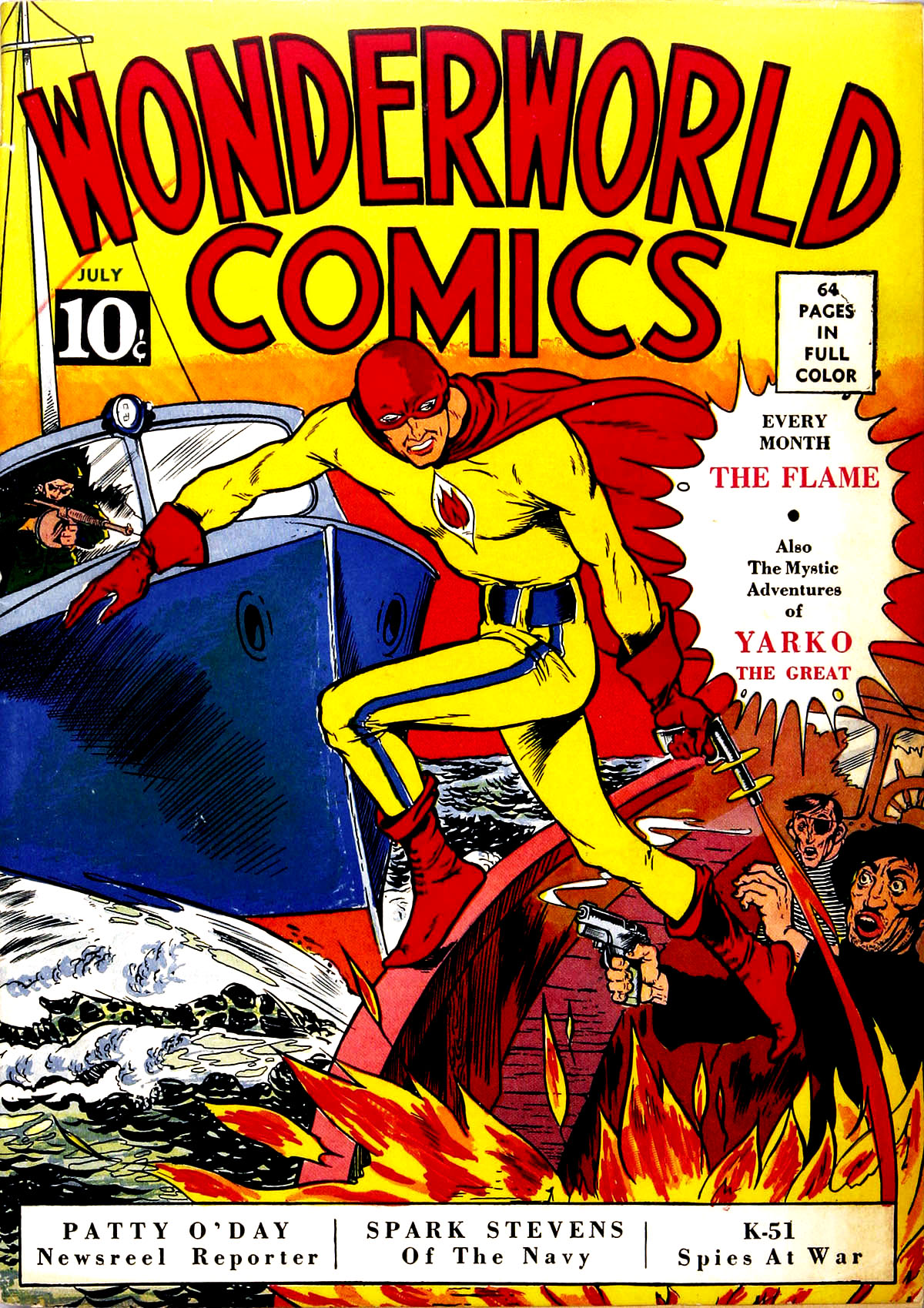
ووندرورلد إحدى قصص الكومكس

القصة المصورة أو الكوميكس هي وسيلة للتعبير عن الأفكار باستخدام الصور والأحداث المتتالية. تستخدم «الكوميكس» مجموعة من الأدوات النصية للتعبير عن الافكار والإشارة إلى الحوار، وذلك مثل: بالونات الكلام والتعليقات والمحاكاة الصوتية والسرد وتجسيد الأصوات وغيرها من الأدوات. كما أن حجم وترتيب الأحداث في الصفحة الواحدة يسهم في سرعة السرد
 الرسم الرقمي هو الوسيلة الأكثر شيوعا لإنتاج القصص المصورة، بينما تستخدم القصص المصورة من نوع «الفيوميتي» الصور الفوتوغرافية للإنتاج.
من أشكال «الكوميكس» الشائعة: أشرطة الكوميكس والرسوم الهزلية والكتب المصورة، وفي أواخر القرن العشرين شاعت مجلدات القصص المصورة والرسوم اليابانية «تانكوبون»، وفي القرن الواحد والعشرين شاعت «الويب كوميكس» أو القصص المصورة على الإنترنت.
اتخذ تاريخ القصص المصورة مسارات متعددة في الثقافات المختلفة.
وافترض العلماء ان تاريخ القصص المصورة يعود لرسوم ولوحات كهف «لاسكو»
في منتصف القرن العشرين، ازدهرت القصص المصورة في الولايات المتحدة وأوروبا الغربية وبخاصة في فرنسا وبلجيكا واليابان.
ويعود تاريخ القصص المصورة الأوروبية إلى رسوم رودولف توبفر الكرتونية في 1830م، وتحولت إلى قصص شعبية في 1930 نتيجة لظهور كتب القصص المصورة مثل مغامرات تان تان
أما القصص المصورة الأمريكية فقد ظهرت في أوائل القرن العشرين عند ظهور القصص الهزلية في الصحف والجرائد. ومجلات القصص المصورة في 1930م وأصبحت شائعة بعد ظهور سوبرمان في عام 1938م.
ويعود تاريخ القصص المصورة اليابانية (المانجا) إلى ما قبل القرن الثاني عشر.
وفي القرن العشرين ظهرت القصص المصورة الحديثة في اليابان. وشهد إخراج وإنتاج مجلاتها انتشارا سريعا بعد الحرب العالمية الثانية. ومن أبرز رسامي ذلك العصر أوسامو تيزوكا.
كانت القصص المصورة في بدايات ظهورها ترمز لقلة الثقافة ولكن في نهاية القرن العشرين وجدت قبولا أكبر من المجتمع والأوساط الأكاديمية.
ومع أن مصطلح كوميكس مستمد من الكوميديا الهزلية التي انتشرت في الصحف الأمريكية، إلا انه أصبح يطلق أيضا على الأعمال غير الكوميدية.
ومن الشائع في اللغة الإنجليزية أن يشار إلى القصص المصورة بأسمائها المتعارف عليها في لغاتها الأصلية، فمثلا: تستخدم المانجا للإشارة للقصص المصورة اليابانية وللإشارة للقصص المصورة الفرنسية bandesdessinées.
لا يوجد إجماع بين المنظرين والمؤرخين على تعريف للقصة المصورة. فبعضهم يعرفها بأنها مزيج من الصور والنصوص، وبعضهم يعرفها على أنها علاقة تتابعية بين مجموعة من الصور. وازدادت صعوبة تعريف القصص المصورة نتيجة تداخل مفاهيم متنوعة من ثقافات وعصور مختلفة.

## أصول وتراث القصص المصورة
اتبع كل من أوروبا وأمريكا واليابان مسارات مختلفة لتقاليد القصص المصورة. حيث بدأ الأوروبيون تقاليد القصص المصورة مع رودولف توبفر السويسري منذ عام 1827. وبدأ الأمريكيون مع ريتشارد ف. أوتكولت في عام 1890 في قصته المصورة ذي يلو كيد أو الفتى الأصفر على الرغم من أن العديد من الأميركيين يعترفون بأولوية توبفر.
وكان لليابان تاريخ طويل من الرسوم المصورة الساخرة والكوميدية قبل الحرب العالمية الثانية. في بداية القرن التاسع عشر قام الفنان هوساكي اوكيوو بتعميم المصطلح الياباني «مانجا» للإشارة إلى الرسوم المتحركة والقصص المصورة، أما في فترة ما بعد الحرب ازدهرت القصص المصورة اليابانية بعد إنتاج أوسامو تانزا لمجموعة غزيرة من الأعمال.
اتجهت هذه التقاليد الثلاثة في القرن العشرين إلى كتب ومجلدات القصص المصورة. فسميت بألبوم القصص المصورة في أوروبا، وبالتانوبون في اليابان، وبالروايات المصورة في الدول المتحدثة باللغة الإنجليزية.
ولكن رأى التاريخيون أن الرسوم المصورة قد بدأت قبل ذلك في كهف لاسكو في فرنسا والتي تظهر تسلسلا في السرد، كما وجدت في الهوليغريفية المصرية وعمود تراجان في روما ونسيج نورمان من القرن الحادي عشر وفي أعمال مايكل آنجلو في كنيسة سيستين ونقوش ويليام هوقارث التي تعود للقرن السابع عشر وغيرها الكثير.

## القصص الهزلية باللغة الإنجليزية
شاعت الرسوم الهزلية في بريطانيا في القرن التاسع عشر. وكانت «غلاسكو لووكينق قلاسس» من أول هذه الرسوم ولكنها لم تدم طويلا، أما «لكمة» أو «بنش» كانت أكثر هذه القصص شعبية والتي بدورها جعلت مصطلح «الكرتون» أو رسوم الكرتون شائعا لوصف روح الدعابة فيها وكانت تظهر في المجلات على شكل سلسلة.
وتطورت بعض القصص المصورة الأمريكية من مجلات كهذه كقصة العفريت «بوك» والقاضي«جدج» وأدى نجاح الرسوم الفكاهية وبالذات " Outcault's The Yellow Kid" إلى تطور شرائط القصص المصورة أو الكاريكاتيرية في الجرائد فكانت جرائد يوم الأحد تحتوي على صفحة كاملة من الشرائط الكوميدية والتي غالبا تكون ملونة، كما بدأ رسامو هذه القصص باستخدام التسلسل القصصي وبالونات الكلام أو فقاعات الكلام.
في بداية القرن العشرين بدأت أشرطة القصص المصورة اليومية بالظهور والتي كانت قصيرة وتستخدم اللونين الأبيض والأسود فقط. وأصبحت ثابتة في الصحف بعد نجاح «مت اند جيف» في 1907م
أنشأت مطبعة «أملغاتامد» البريطانية نمطا شعبيا من القصص المصورة التي احتوت على سلسلة من الصور مصحوبة بنصوص مكتوبة تحتها وشمل ذلك الرسوم التوضيحية والقطع المصورة.
على الرغم من أن القصص المصورة الفكاهية كانت سائدة في البداية إلا أن أنواعا أخرى مثل المغامرة والدراما أصبحت شعبية في العشرينيات والثلاثينيات وكانت سائدة في المجلات إلا أنها أصبحت تظهر كمحتوى أصلي في دوريات ومجلات خاصة بالقصص المصورة.
وحقق نجاح القصص المصورة من نوع الآكشن أو الإثارة نجاحا في 1938م حيث بدأ العصر الذهبي للقصص المصورة بعد ظهور سوبر مان وقصص الأبطال الخارقين المصورة الأخرى. ففي المملكة المتحدة أنشأ دي سي تومسون أعمالا ناجحة استندت إلى الفكاهة والكوميديا في 1938م والتي باعت أكثر من مليوني نسخة بحلول 1950م. وقرأ هذه القصص أجيال من طلاب المدارس البريطانيين.
بدأت شعبية قصص الأبطال الخارقين المصورة بالانحدار بعد الحرب العالمية الثانية، في حين استمرت مبيعات الكتب المصورة من النوع الرومانسي والجريمة والرعب والفكاهة بالارتفاع. وبعد وصول هذا الارتفاع إلى ذروته في الخمسينيات تعرض محتوى الكتب المصورة إلى رقابة الجماعات التربوية والجهات الحكومية التي عقدت جلسات اجتماع في مجلس الشيوخ وتم إنشاء هيئة للرقابة القانونية على هذا النوع من القصص.
وقد تم لوم هذه الهيئة على انخفاض مكانة القصص الهزلية والكوميدية في أوساط المجتمع الأمريكي فيما تبقى من هذا القرن.
في أوائل الستينيات عادت قصص الأبطال الخارقين لتكون أبرز أنواع القصص المصورة؛ وفي السبعينات ظهرت حركة القصص المصورة البديلة ذات المحتوى الناضج والتجريبي الذي لم يحتوي على قصص الأبطال الخارقين.
كان للقصص المصورة في الولايات المتحدة سمعة سيئة نابعة من الثقافة الجماعية حيث رأت النخب الثقافية هذه الثقافة الجماعية كثقافة خطرة، ولكن في نهاية القرن العشرين فازت الثقافة الجماعية أو ما يسمى بالثقافة الشعبية بقبول أكبر وبدأت الخطوط بين الثقافة الرفيعة والمنخفضة بالتشابك، ومع ذلك استمر وصم ووصف القصص المصورة بأنها أداة لترفيه الأطفال والأميين.
أصبحت الروايات المصورة أو كتب القصص المصورة محط الاهتمام بعد أن نشر ويل إسنير كتابه "ا كونتراكت ويذ قود” أو "عقد مع الرب "في عام 1978م
 وأصبح مصطلح الروايات المصورة معروفا في الأوساط الاجتماعية بعد النجاح التجاري الذي حققه «ذا دارك نايت ريترنز» أو «الفارس المظلم يعود» في منتصف الثمانينيات.
أصبحت الروايات المصورة تباع في المكتبات وتتواجد في المكتبات العامة كما أصبحت الويب كوميكس أو القصص المصورة على الإنترنيت شائعة في القرن الواحد والعشرين.    

### أمثلة قصص مصورة مشهورة
- سوبرمان (Superman)
- الرجل الوطواط (Batman)
- واتشمن (Watchmen)
- مغامرات تان تان (Les Aventures de Tintin)
- الرجل العنكبوت (Spider-Man)
- ميكي ماوس (Mickey Mouse)
- الرجل الحديدي (Iron Man)

## معرض صور

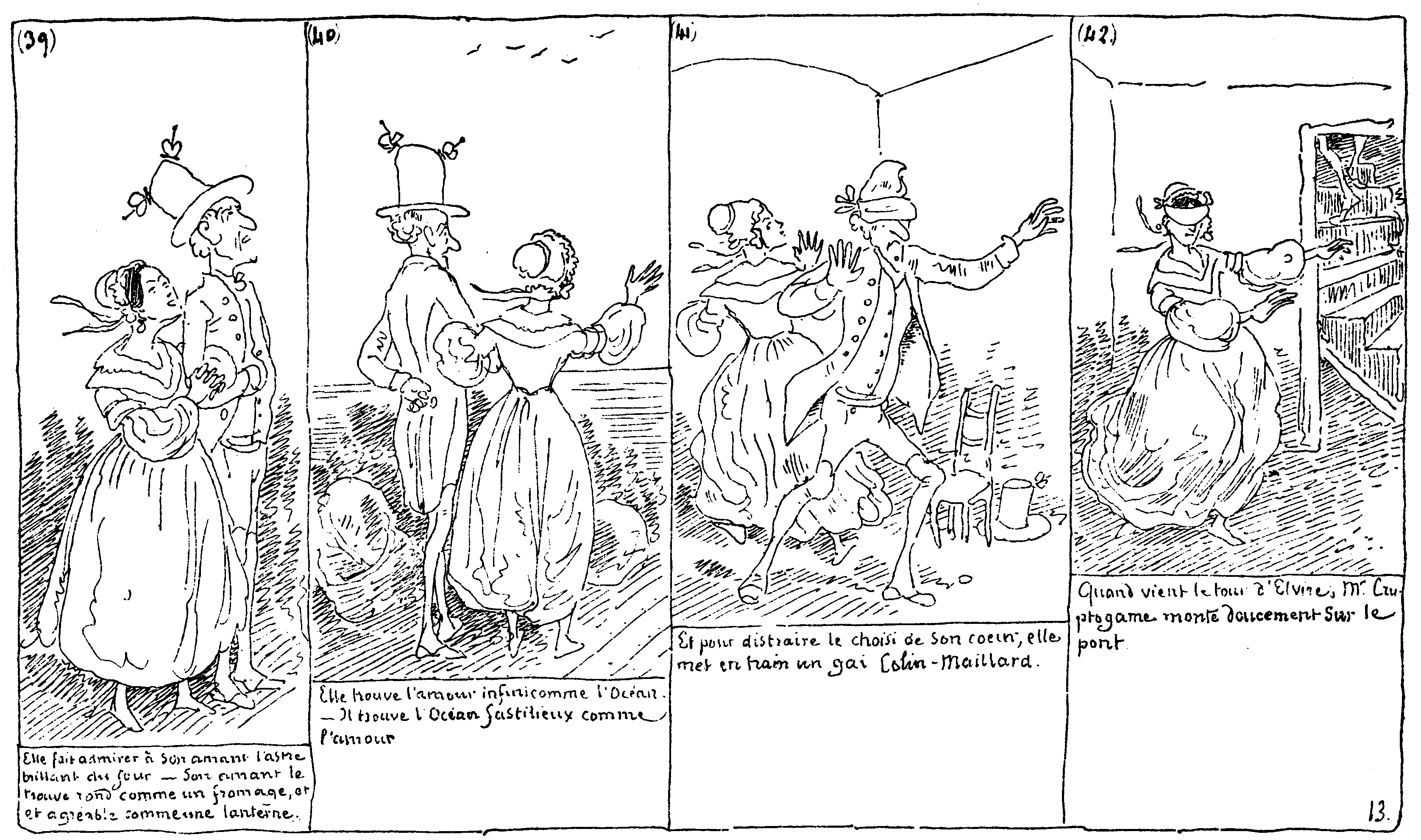
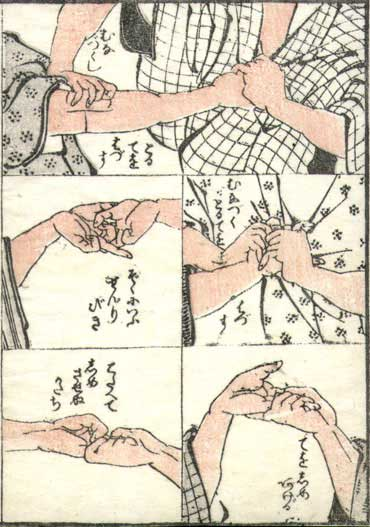
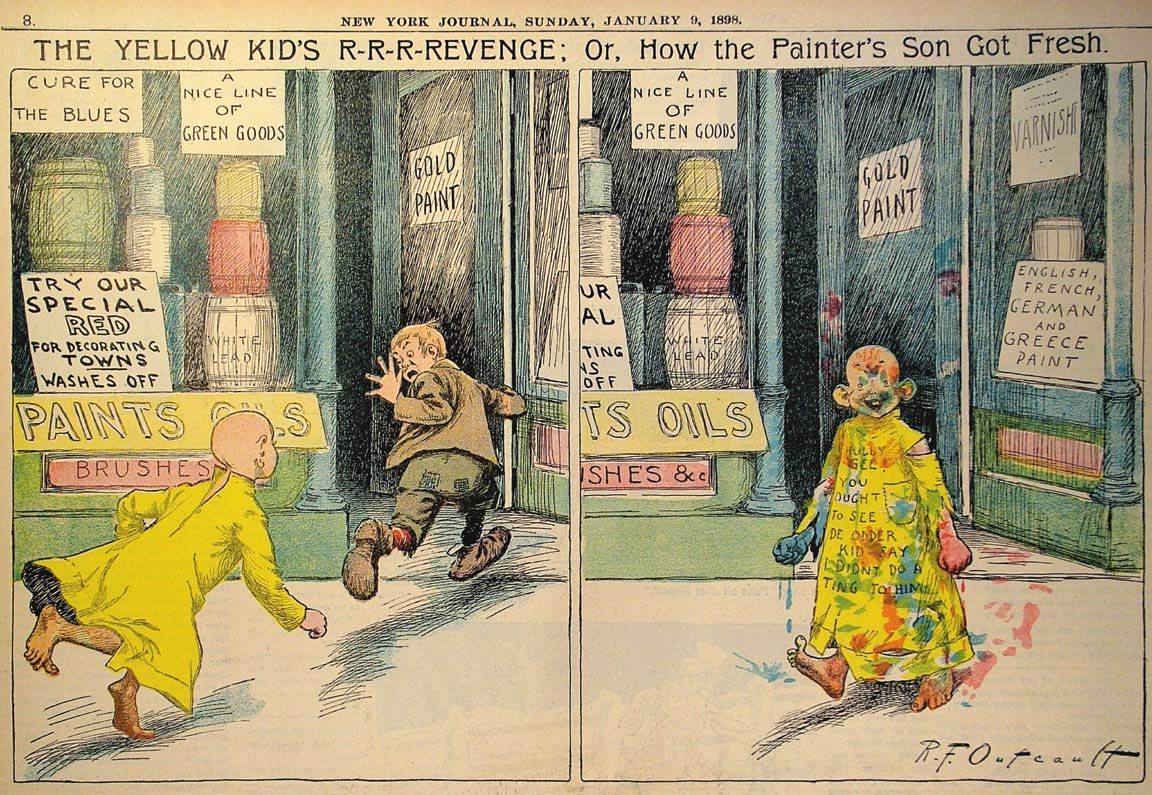

### قصص مصورة حسب الدول
- أمريكا:كومكس
- اليابان:مانجا
- فرنسا:بونديسيني

### أنواع القصص المصورة
- بطل خارق
- ويب كومكس
- كوميديا
- خيال علمي
- رعب هزلي
- دراما
- رومانسي
- دراسي

### شركات منتجة للقصص المصورة
- دي سي كومكس
- مارفل كومكس
- آرتشي كومكس
- ديزني
- ايميج كومكس

### شركات منتجة للقصص المصورة فيالعالم العربي
- تشكيل كومكس
- أيه كيه كومكس

## وصلات خارجية
- موقع عرب كوميكس للقصص المصورة
- موقع بوابة الكوميكس للقصص المصورة